# Alluaudite
L’alluaudite est une espèce  minérale  composée de phosphate de formule (Na,Ca) Mn2+(Fe2+,Fe3+,Mg,Mn2+)2(PO4)3 rares cristaux fribroradiés pouvant atteindre 1 cm.

## Inventeur et étymologie
La description a été faite par le minéralogiste français Alexis Damour en 1848 et dédicacée au géologue François Alluaud Aîné.

## Topotype
- Carrière de Vilate, Chanteloube, Haute-Vienne, France.

## Cristallographie
- Paramètres de la maille conventionnelle : a = 12,004 Å, b = 12,533 Å, c = 6,404 Å, Z = 4 ; beta = 114,4 ° V = 877,40 Å3
- Densité calculée = 3,65

## Cristallochimie
- Elle forme une série avec la ferroalluaudite.
- Elle fait partie du groupe alluaudite-wyllieite ; et sert de chef de file à un sous-groupe de minéraux isostructuraux qui porte son nom.

### Groupe de l'alluaudite
| Minéral           | Formule                           | Groupe d'espace | Groupe ponctuel |
| ----------------- | --------------------------------- | --------------- | --------------- |
| Alluaudite        | (Na,Ca)Mn(Mn,Fe,Fe,Mg)2(PO4)3     | C 2/c           | 2/m             |
| Ferrohagendorfite | (Na,Ca)2Fe(Fe,Fe)2(PO4)3          | I 21/a          | 2/m             |
| Hagendorfite      | (Na,Ca)Mn(Fe,Fe,Mg)2(PO4)3        | I 21/a          | 2/m             |
| Johillerite       | Na(Mg,Zn)3Cu(AsO4)3               | I 2/c           | 2/m             |
| Maghagendorfite   | NaMgMn(Fe,Fe)2(PO4)3              | I 21/a          | 2/m             |
| Nickenichite      | Na0,8Ca0,4(Mg,Fe,Al)3Cu0,4(AsO4)3 | C 2/c           | 2/m             |
| Ferroalluaudite   | (Na,Ca)Fe(Fe,Mn,Fe,Mg)2(PO4)3     | C 2/a           | 2/m             |
| Odanielite        | Na(Zn,Mg)3H2(AsO4)3               | C 2/c           | 2/m             |
| Varulite          | (Na,Ca)Mn(Mn,Fe,Fe)2(PO4)3        | C 2/c           | 2/m             |
| Yazganite         | NaFe2(Mg,Mn)(AsO4)3•H2O           | C 2/c           | 2/m             |

## Gîtologie
- Minéral très commun dans les pegmatites granitiques, formées par la métasomatose du sodium sur la série

triphylite-lithiophilite, hétérosite-purpurite ou ferrisicklerite ;
- Dans les nodules phosphatés des schistes.

### Minéraux associés
arrojadite, pyrite, satterlyite, triphylite, wicksite, wolfeite (it).

## Gisements remarquables
- Canada

Rapid Creek, Yukon
- États-Unis.

G.E. Smith mine, près de  Newport, Comté de Sullivan, New Hampshire
Black Hills, Comté de Pennington et  Comté de Custer,  Sud- Dakota,
- Maroc

At Sidi-Bou-Othmane,
- Rouanda

Buranga, Gatumba
- Royaumes Unis

Tremearne pegmatite, Breage, Cornouailles
Suède
Varuträskpegmatite, Västerbotten
- Tchéquie

Doln´ı Bory, près de Velkého Mezirci
- Zimbabwe

Mterikati, Miami.